# لافينتي هورفاث
لافينتي هورفاث (بالمجرية: Horváth Levente)‏ (13 أبريل 1982 في المجر - ) هو لاعب كرة قدم مجري في مركز الوسط. لعب مع نادي بودابست ونادي فاساس وNyíregyháza Spartacus FC ‏ وPápai FC ‏ وBudaörsi SC ‏ وBKV Előre SC ‏ ونادي سيوفوك ‏ ونادي باكسي.

## وصلات خارجية
- لافينتي هورفاث على موقع اتحاد المجر (الهنغارية)
- لافينتي هورفاث على موقع قاعدة بيانات كرة القدم.إي يو (الإنجليزية)